# Heinrich Hoffmann (schrijver)
Heinrich Hoffmann (13 juni 1809 - 20 september 1894) was een Duitse psychiater, schrijver en illustrator. Hij studeerde geneeskunde in Heidelberg en Halle, waar hij later onder andere als docent anatomie werkte. Hoffmann verwierf bekendheid door zijn werk als psychiater in het Frankfurter psychiatrisch ziekenhuis, waar hij campagne voerde voor een moderner ziekenhuisgebouw.
Als auteur is Hoffmann het meest bekend om zijn kinderboek Struwwelpeter, oorspronkelijk uitgebracht in 1845. Het boek, een verzameling geïllustreerde kinderverzen, werd populair en bleef regelmatig herdrukt. Hoffmann schreef ook satirische komedies en gedichten voor volwassenen.
In zijn persoonlijke leven trouwde Hoffmann met Therese Donner en had drie kinderen. Hij was een actief lid van niet-politieke openbare instanties in Frankfurt en steunde liberale doelen, zoals de oprichting van een constitutionele monarchie.
Heinrich Hoffmann overleed op 85-jarige leeftijd.
- Bibsys: 90096435
- Biblioteca Nacional de España: XX1542799
- Bibliothèque nationale de France: cb119076246 (data)
- Catàleg d'autoritats de noms i títols de Catalunya: 981058518385606706
- CiNii: DA00643703
- Digitale Bibliotheek voor de Nederlandse Letteren: hoff049
- Gemeinsame Normdatei: 11855249X
- International Standard Name Identifier: 0000 0000 8155 9420
- Library of Congress Control Number: n79150242
- Nationale Bibliotheek van Letland: 000087774
- MusicBrainz: 7e65f2d5-a3ad-41b1-8643-81659d4774fb
- Bibliotheek van het Japanse parlement: 00443540
- Nationale Bibliotheek van Tsjechië: nlk20000089213
- Nationale bibliotheek van Australië: 35402368
- Nationale Bibliotheek van Israël: 987007262721005171
- Nationale Bibliotheek van Polen: a0000002023445
- Nederlandse Thesaurus van Auteursnamen: 068774915
- RKD-Nederlands Instituut voor Kunstgeschiedenis: 290836
- Istituto Centrale per il Catalogo Unico: MUSV033928
- LIBRIS: 189327
- SNAC: w6p85ks1
- Système universitaire de documentation: 026923335
- Trove: 940142
- Virtual International Authority File: 76317116
- WorldCat: E39PBJghrpdtJqPx8whx6qr8YP